# Зоотрополіс+
Зоотрополіс+ — анімаційний вебсеріал, заснований на мультфільмі Зоотрополіс Байрона Говарда, Річа Мура та Джареда Буша. Серіал, створений Walt Disney Animation Studios, вийшов на Disney+ 9 листопада 2022 року.

## Сюжет
Серіал-антологія містить 6 історій, які відбуваються в тій самій часовій шкалі, що й оригінальний фільм.

## Актори
| Актор                | Роль                |
| -------------------- | ------------------- |
| Бонні Гант           | Бонні Гопс          |
| Дон Лейк             | Стю Гопс            |
| Джон Лавелл          | Якс                 |
| Лія Летам            | Фру-Фру             |
| Мішель Буто          | Тру-Тру             |
| Кеті Лоус            | Моллі Гопс і Брянка |
| Кристал Кунґ Мінкофф | Харизма             |
| Порша Вільямс        | Крістін             |
| Моріс ЛаМарш         | Пан Велет           |
| Алан Тьюдік          | Дюк Тягнюк          |
| Імарі Вільямс        | Бос Носоріг         |
| Нейт Торренс         | офіцер Шкрябогриз   |
| Ідріс Ельба          | шеф Гримало         |
| Шакіра               | Газель              |
| Шарлотта Нідао       | Сем                 |
| Реймонд С. Персі     | Шмиг                |
| Крістен Белл         | Присцилла           |
| Джон Лавелл          | Джеральд Кук        |
| Байрон Говард        | Бакі                |
| Джаред Буш           | Пронк               |

Джінніфер Ґудвін і Джейсон Бейтман повторюють свої ролі Джуді Гопс і Ніка Крутихвоста відповідно через архівні кадри з оригінального фільму.

## Список епізодів
| № серії (в сезоні) | Назва серії                                                       | Режисер(и) | Сценарист(и) | Оригінальна дата виходу |
| ------------------ | ----------------------------------------------------------------- | ---------- | ------------ | ----------------------- |
| 1                  | «Hopp on Board»                                                   | TBA        | TBA          | 9 листопада 2022        |
| 2                  | «The Real Rodents of Little Rodentia»                             | TBA        | TBA          | 9 листопада 2022        |
| 3                  | «Дюк: Мюзикл» «Duke: The Musical»                                 | TBA        | TBA          | 9 листопада 2022        |
| 4                  | «Хрещений батько нареченої» «The Godfather of the Bride»          | TBA        | TBA          | 9 листопада 2022        |
| 5                  | «Тож ти думаєш, що можеш гарцювати» «So You Think You Can Prance» | TBA        | TBA          | 9 листопада 2022        |
| 6                  | «Dinner Rush»                                                     | TBA        | TBA          | 9 листопада 2022        |

## Виробництво

### Розробка
10 грудня 2020 року головна креативна директорка Walt Disney Animation Studios Дженніфер Лі оголосила, що на студії Disney+ розробляється серіал під назвою Зоотрополіс+, заснований на фільмі 2016 року Зоотрополіс. Трент Коррі та Джозі Трінідад, які працювали аніматором і керівником сюжету для фільму відповідно, збираються режисерами серіалую Ідею серіалу запропонував Кортні під час презентації в 2020 році як один з трьох потенційних серіалів Disney+. Спочатку Трінідад мала бути режисером лише двох епізодів серіалу, але її захоплення роботою над проектом змусило її піднятися до співрежисера всього серіалу разом із Кортні. За словами продюсера Нейтана Кертіса, серіал створювали дистанційно через пандемію COVID-19, що ускладнило процес виробництва . У презентації Коррі було 10 історій, але чотири з них довелося відхилити через обмеження замовлення на 6 серій. Лі є виконавчим продюсером серіалу разом із співрежисерами «Зоотрополіса» та режисерами «Енканто» Байроном Говардом і Джаредом Бушем.

### Сценарій
Сценарій був написаний у процесі розкадровки, коли творці сворювали основні лінії або розробляли структуру для історії кожного епізоду. Кожен епізод розповідає про другорядних персонажів із Зоотрополісу під час подій фільму, причому серіал містить різні жанри для кожного епізоду, ідея задумана Коррі. Епізоди були написані в хронологічному порядку, при цьому кожен епізод збігався в етері з порядком сцен, навколо яких вони розгортаються[6]. Ідея зосередити серіал на другорядних персонажах під час подій фільму виникла через те, що режисери хотіли глибше досліджувати світ і персонажів, зображених у фільмі. Один із епізодів розповідає про життя мафіозного боса Пана Велета від його дитинства до весілля його доньки в стилі «Хрещеного батька 2», а також досліджує питання міграції.
За словами Трінідада, Коррі вже спланував деякі короткі епізоди, а інші були задумані під час виробництва. Інші ідеї були змінені під час виробництва, як-от епізод, у якому історія зосереджена на Дюку Тягнюкові, який спочатку був написаний як фільм про пограбування в дусі «Одинадцяти друзів Оушена». Ідею для останнього епізоду, в центрі якого Шмиг і Присцилла в ресторані, придумали Коррі, Тринідад і Майкл Еррера. Було розглянуто кілька ідей щодо того, як відобразити історію, зокрема документальний фільм про природу та історію жахів, перш ніж задумати ідею, яка зосереджена на новому персонажі, який навчиться сприймати їх, оскільки режисери вважали, що Шмига «не потрібно змінювати».

### Анімація
Це перший випадок, коли анімаційне програмне забезпечення Presto від Pixar було використано у помітному проєкті не від Pixar. Відповідальний за розробку персонажів Френк Ганнер оновив моделі персонажів з оригінального анімаційного фільму, щоб зробити їх сумісними з програмним забезпеченням. 
Художник-постановник Джим Фінн тісно працював з операторами Гоакіном Болдіном і Джиною Ворр Лоуз, щоб розробити візуальний стиль для кожного епізоду. Редактор Шеннон Стайн працювала під час процесу видання, щоб допомогти встановити характерний тон і жанр кожного епізоду.

### Музика
П'ять епізодів створили Кертіс Ґрін і Мік Джаккіно. Однак батько Джаккіно, Майкл Джаккіно, який написав композицію для оригінального фільму, також написав музику для серії «Дюк: Мюзикл». Пісня, написана для того ж епізоду, «Big Time», була створена Майклом на слова Кейт Андерсон і Елісси Самсел («Крижане серце: Різдво з Олафом», «Центральний парк»).

## Оцінки та відгуки

### Оцінка критиків
Александер Наварро з MovieWeb назвав Зоотрополіс+ «ідеальним продовженням оригінального фільму Зоотрополіс», стверджуючи: «Зоотрополіс+ справді показує більше зі світу Зоотрополісу, про який глядачі не знали раніше, розкриваючи всіх пам'ятних персонажів, представлених у фільмі 2016 року. Оскільки кожен епізод триває приблизно лише 7 хвилин, серіал має набагато більше потенціалу бути цікавішим для глядачів, якщо створити більше епізодів. Хоча наразі не було підтверджень щодо продовження фільму [Зоотрополісу], шанувальники можуть знову зануритися у дивовижно барвистий і еклектичний світ Зоотрополісу.»
Тара Беннетт з IGN поставила телесеріалу оцінку 8 із 10, написавши: «Зоотрополіс+ — це веселе занурення у світ другорядних персонажів. створених в анімаційному фільмі Walt Disney Animation Studios у 2016 році. Як і у випадку з більшістю коротких історій на Disney+, кінцевим результатом є набір епізодів, які варіюються від дуже смішних («Хрещений батько нареченої») до милих («Тож ти думаєш, що можеш гарцювати»). Кожна з них, безперечно, цікава і варта перегляду, а також нагадує, наскільки світ Зоотрополісу є благодатним для оповідань».
Діондра Браун із Common Sense Media поставила Зоотрополісу + 4 із 5 зірок, високо оцінила зображення позитивних повідомлень і моделі для наслідування, заявивши, що шоу сприяє творчості, уяві та командній роботі, відзначаючи при цьому різноманітні представлення персонажів і акторів голосу.